# Gymnasiale Maturitätsschule
Eine gymnasiale Maturitätsschule ist im Bildungssystem der Schweiz eine weiterführende Schule des sekundären Bildungsbereichs, die zur Hochschulreife führt. Gymnasiale Maturitätsschulen gibt es in allen Kantonen. Der Begriff dient der einheitlichen Bezeichnung Reglementen. Die einzelnen Schulen werden meistens als Kantonsschule (umgangssprachlich "Kanti") oder als Gymnasium (umgangssprachlich "Gymi", "Gymer") bezeichnet, seltener auch als Mittelschule oder Kollegium (umgangssprachlich "Kollegi"), in französischsprachigen Kantone als Gymnase (VD), Collège (GE, FR) oder Lycée (NE), in der italienischen Schweiz als Liceo.
Gesetzliche Grundlage ist die 1995 in Kraft getretene Verordnung des Bundesrates bzw. über das gleichlautende Reglement der EDK über die Anerkennung von gymnasialen Maturitätsausweisen (MAV/MAR). Der Eintritt in eine gymnasiale Maturitätsschule erfolgt mehrheitlich im letzten Schuljahr der Sekundarstufe I oder im Anschluss an die Sekundarstufe I. Die Dauer ist in der Regel vier Jahre. In einigen Kantonen erfolgt der Eintritt bereits nach der Primarstufe; die Dauer ist dann insgesamt in der Regel sechs Jahre (Langzeitgymnasium).

## Geschichte

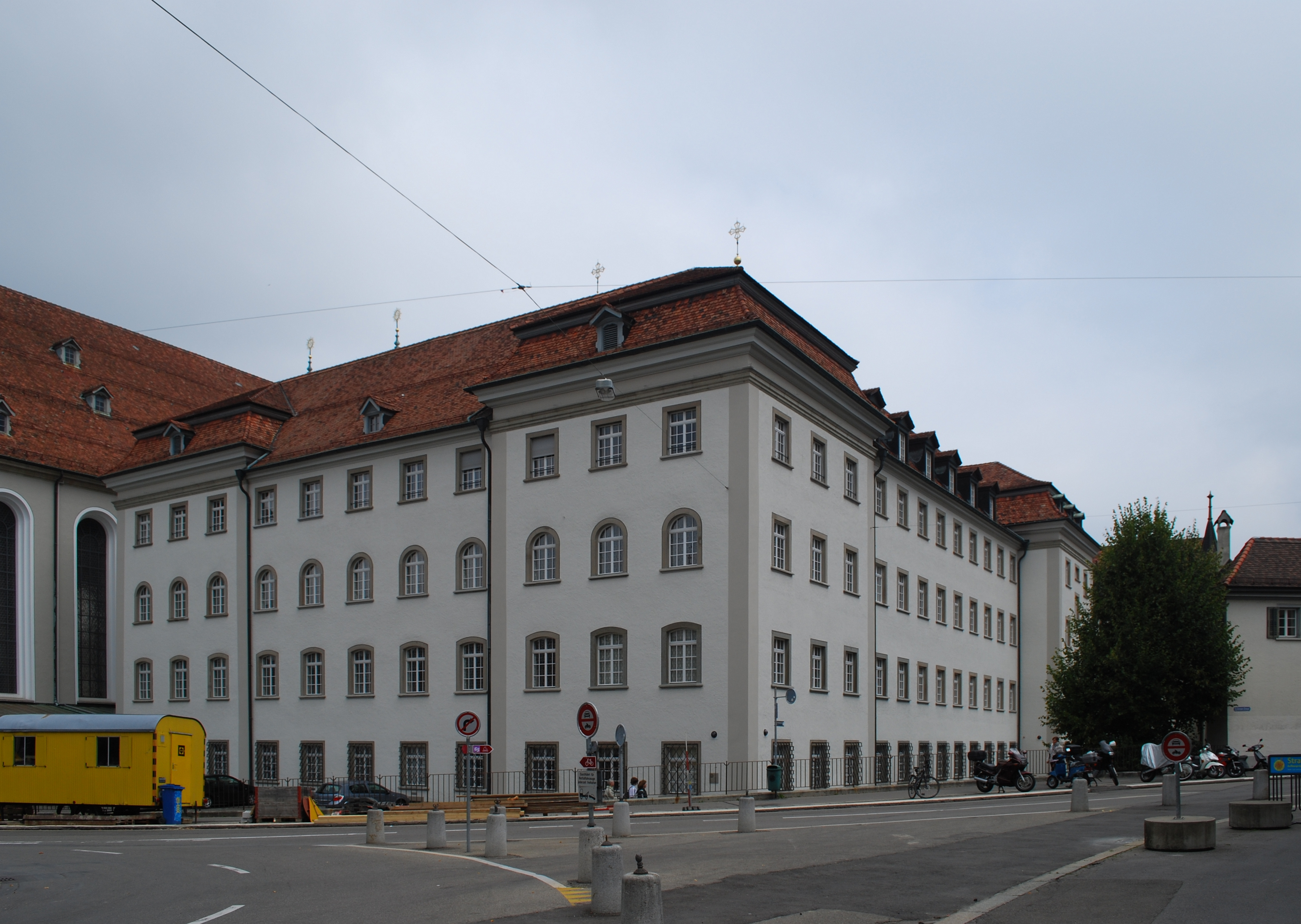
Klosterschulhaus St. Gallen

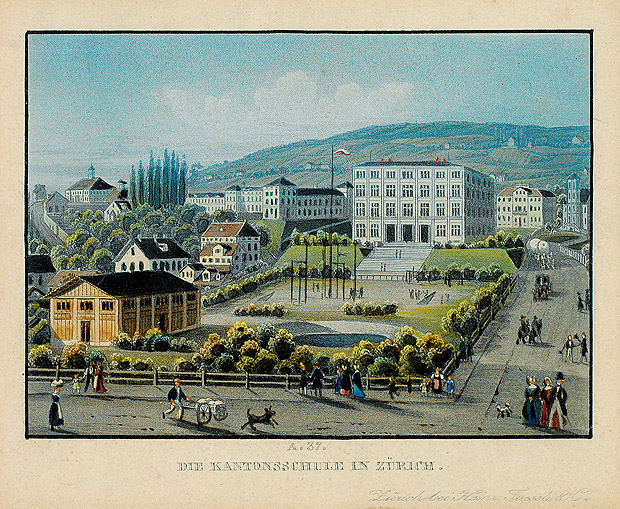
Die ehemalige Kantonsschule Zürich, Farbaquatinta aus dem 19. Jahrhundert

Vorläufer der Gymnasien in der Neuzeit waren im Mittelalter die Klosterschulen, die von einer kirchlichen Einrichtung geleitet wurden und vor allem der Ausbildung angehender Priester dienten. In protestantischen Gebieten wurden mit der Reformation im 16. Jahrhundert häufig diese Schulen zu Lateinschulen umgestaltet, deren Schulaufsicht zu den Landesfürsten oder den Räten der Stadt wechselte. Hauptziel der Schulausbildung blieb weiterhin der Erwerb lateinischer, zunehmend auch griechischer Sprachkenntnisse zur Bibellektüre. Die Bezeichnung als Gymnasium war sowohl für protestantische als auch katholische (Jesuitenschule) gelehrte Schulen, die zum Studium qualifizierten, in der frühen Neuzeit üblich.
Auf dem Gebiet der heutigen Schweiz bestanden mehrere solcher Schulen. Als eine der ältesten Schulen im deutschsprachigen Raum gilt Flade in St. Gallen, die vermutlich Anfang des 8. Jahrhunderts als Klosterschule mit interner und externer Schule gegründet wurde, dann 1805 geschlossen und 1808/1809 als „Gymnasium kath. Fundation“ und „Bürgerschule“ wiedereröffnet. Seit der Gründung der Kantonsschule am Burggraben als Sekundarschule geführt.
Die ehemalige Klosterschule und heutige Stiftsschule Einsiedeln wurde in der zweiten Hälfte des 10. Jahrhunderts gegründet und 1839 zum Gymnasium, 1872 zur eidgenössisch anerkannte Maturitätsschule. Die ehemalige Klosterschule und heutige Stiftsschule Engelberg wurde in der zweiten Hälfte des 12. Jahrhunderts gegründet, ist seit 1851 Stiftsschule. Ebenfalls auf eine sehr lange Tradition zurückgreifen kann das Collège St-Michel in Fribourg, gegründet 1582 von Papst Gregor XIII. Das Gymnasium am Münsterplatz in Basel bestand als Lateinschule des Bischofs bereits und wurde bereits 1589 zum Gymnasium.
Im 19. Jahrhundert wurden viele Gymnasien gegründet. Das Gymnasium Leonhard in Basel wurde 1813 als Töchterschule gegründet. Die Kantonsschule Zürich wurde 1833 gegründet und bezog 1842 an der Rämistrasse 59 in einem prunkvolle Neubau von Gustav Albert Wegmann ihr erstes Domizil. Das Gymnasium Kirchenfeld in Bern wurde 1834 als Literarschule gegründet und zog 1926 in das im neoklassizistischen Stil erbaute Schulhaus im Stadtteil Kirchenfeld.

## Grundlagen

### Ziele
Das Ziel der Maturitätsschulen ist es, den Gymnasiastinnen und Gymnasiasten grundlegende Kenntnisse zu vermitteln sowie die geistige Offenheit und die Fähigkeit zum selbstständigen Urteilen zu fördern. Der Abschluss, die Maturität (auch Matura) ist Voraussetzung für ein Hochschulstudium. Gefördert werden Intellekt, Persönlichkeitsentwicklung, Wissensbeschaffung und der Umgang mit Informationstechnologien.

### Aufnahme
Jeder Kanton legt eigenständig die Aufnahmebedingungen fest. In mehr als der Hälfte der Kantone erfolgt der Übertritt in eine Maturitätsschule bei sehr guten Leistungen auf der Sekundarstufe I ohne Aufnahmeprüfung und mittels Erfahrungsnoten und Beurteilungen von Lehrkräften. In den anderen Kantonen wird zusätzlich eine schriftliche und mündliche Aufnahmeprüfung durchgeführt. Das erste Semester der Maturitätsschule gilt als Probezeit.

### Fächer und Lehrplan
Die Ausbildung in einer Maturitätschule dauert in der Regel 4 Jahre. Die Stufen wurden in einigen Kantonen Quarta, Tertia, Sekunda und Prima genannt.
Die Unterrichtsfächer sind unterteilt in Grundlagenfächer, Schwerpunktfächer und Ergänzungsfächer (sowie allfällige Freifächer). Die Schüler werden in sieben Grundlagenfächern, einem Schwerpunktfach und einem Ergänzungsfach unterrichtet. Dazu kommt die Maturitätsarbeit. Der zeitliche Anteil der Fächer ist dabei wie folgt:
- Grundlagenfächer – Sprachen: 30–40 %
- Grundlagenfächer – Mathematik und Naturwissenschaften: 20–30 %
- Grundlagenfächer – Geistes- und Sozialwissenschaften: 10–20 %
- Grundlagenfächer – Kunst: 5–10 %
- Schwerpunktfach, Ergänzungsfach, Maturitätsarbeit: 15–25 %

Die Grundlagenfächer sind: die Erstsprache (Deutsch, Französisch, Italienisch, nicht aber Romanisch), eine zweite Landessprache (Deutsch, Französisch, Italienisch), eine dritte Sprache (eine dritte Landessprache, Englisch oder eine alte Sprache), Mathematik, Naturwissenschaften: Biologie, Chemie und Physik, Geistes- und Sozialwissenschaften: Geschichte, Geographie und Einführung in Wirtschaft und Recht, Bildnerisches Gestalten und/oder Musik
Das Schwerpunktfach ist aus folgenden 8 Fächern bzw. Fächergruppen auszuwählen: alte Sprachen (Latein und/oder Griechisch), eine moderne Sprache (eine dritte Landessprache, Englisch, Spanisch oder Russisch), Physik und Anwendungen der Mathematik (PAM), Biologie und Chemie (BC), Wirtschaft und Recht (WR), Philosophie/Psychologie/Pädagogik (PPP), Bildnerisches Gestalten (BG), Musik
Das Ergänzungsfach ist aus folgenden 13 Fächern bzw. Fächergruppen auszuwählen: Physik, Chemie, Biologie, Anwendungen der Mathematik, Geschichte, Geographie, Philosophie, Religionslehre, Wirtschaft und Recht, Pädagogik/Psychologie, Bildnerisches Gestalten, Musik, Sport. Ab dem Schuljahr 2008/2009 kann nach dem teilrevidierten MAR jetzt auch Informatik als Ergänzungsfach belegt werden.
Die Maturitätsarbeit ist ein selbständig verfasste, vorwissenschaftliche Arbeit. Die Note wird im Maturitätszeugnis vermerkt.

## Lehrerschaft

### Ausbildung
Die Ausbildung zum Titel "dipl. Lehrer/in für Maturitätsschulen (EDK)" basiert auf den folgenden rechtlichen Grundlagen: dem Reglement der Schweiz. Konferenz der kt. Erziehungsdirektoren (EDK) über die Anerkennung der Lehrdiplome für Maturitätsschulen vom 4. Juni 1998, und der EDK-Richtlinien für die Umsetzung der Bologna-Erklärung an den Fachhochschulen und Pädagogischen Hochschulen vom 5. Dezember 2002. Voraussetzung zur Lehrbefähigung ist in der Regel ein universitärer Masterabschluss in einem oder zwei Fächern – Ausnahme Musik und bildnerisches Gestalten. Mit dem Studium kann bereits nach dem Bachelor begonnen werden. Das Studium umfasst Kurse zur allgemeinen Pädagogik und Didaktik, zur Fachdidaktik sowie praktische Ausbildungsteile (Schulpraktika). Es wird von den folgenden Institutionen angeboten: Pädagogische Hochschulen in Basel, Bern, Luzern und im Kanton Thurgau, Universitäten Freiburg und Zürich, ETH Zürich, ZHdK Zürich (Musik, Bildnerisches Gestalten) und Universität St. Gallen (Wirtschaft und Recht).

### Verein
Es gibt insgesamt in der Schweiz mehrere Tausend Gymnasiallehrer. Ihre Interessen werden durch den Verein Schweizerischer Gymnasiallehrerinnen und Gymnasiallehrer (VSG) vertreten. Der Verein ist Mitglied des Dachverbands Lehrerinnen und Lehrer Schweiz und zählt über 4000 Mitglieder. Die Vereinszeitschrift ist das Gymnasium Helveticum.

## Schülerschaft
Es sind jedes Jahr seit 2006 ca. 70'000 Schülerinnen und Schüler an Schweizer Gymnasien eingeschrieben. Seit Mitte der 1990er Jahre ist der Anteil an jungen Frauen höher als derjenige der jungen Männer; 2018 lag er bei 57 %.
Die Schülerschaft wird durch Schülerorganisationen vertreten. Die Schülerorganisationen sind im Dachverband Union der Schülerorganisationen CH/FL vereinigt.

## Maturitätsquote
Der prozentuale Anteil der Jugendlichen von einem Jahrgang, die eine Matura erlangen, wird als Maturitätsquote bezeichnet. Die Unterschiede in der Maturitätsquote zwischen den Kantonen sind gross. Zu Beginn des 20. Jahrhunderts lag die Maturitätsquote bei 2 %. Bis zum Ende des Jahrhunderts, vor allem seit den 1950er und 1970er Jahren stieg sie auf etwa 18 %. In den ersten zwei Jahrzehnten ist sie auf 21,5 % gestiegen. Die Frage, wie hoch die Maturitätsquote sein soll, wird in den Medien immer wieder debattiert.

## Liste aller gymnasialen Maturitätsschulen
Es gibt insgesamt etwa 150 gymnasiale Maturitätsschulen in der Schweiz, eine in Liechtenstein und sieben Schweizer Schulen im Ausland.

### Genferseeregion(Région lémanique)

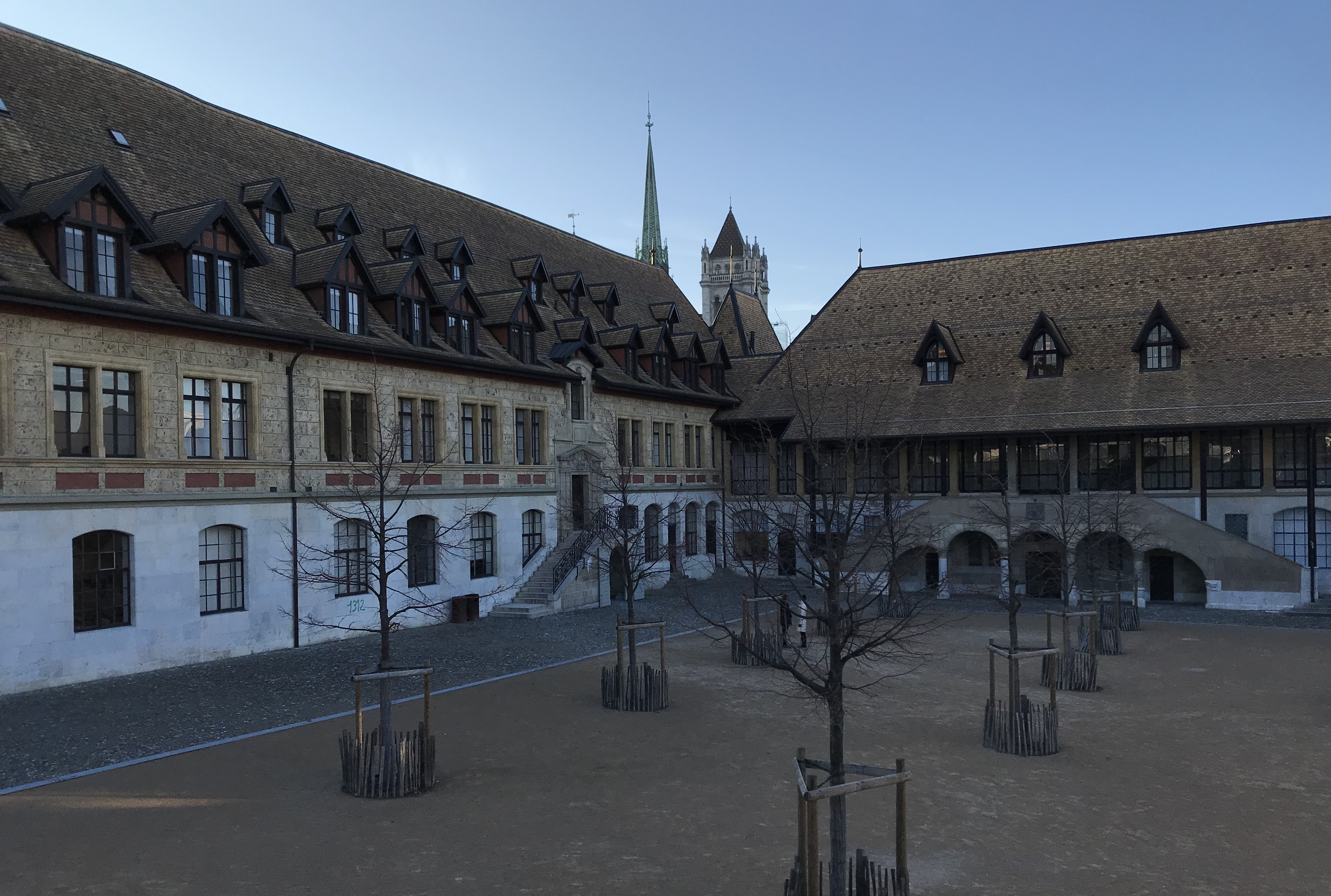
Cour du Collège Calvin

- Genf: Liste der Gymnasien des Kantons Genf
- Waadt: Liste der Gymnasien des Kantons Waadt
- Wallis: Kollegium Brig, Lycée-Collège cantonal de la Planta, Lycée-Collège cantonal des Creusets, Lycée-Collège de l’Abbaye

### Espace Mittelland
- Jura: Lycée cantonal de Porrentruy, Lycée Saint-Charles
- Neuenburg: Lycée Blaise-Cendrars, Lycée Denis-de-Rougemont, Lycée Jean-Piaget
- Fribourg: Collège de Gambach, Collège du Sud, Collège Sainte-Croix, Collège St-Michel
- Bern: Liste der Gymnasien des Kantons Bern

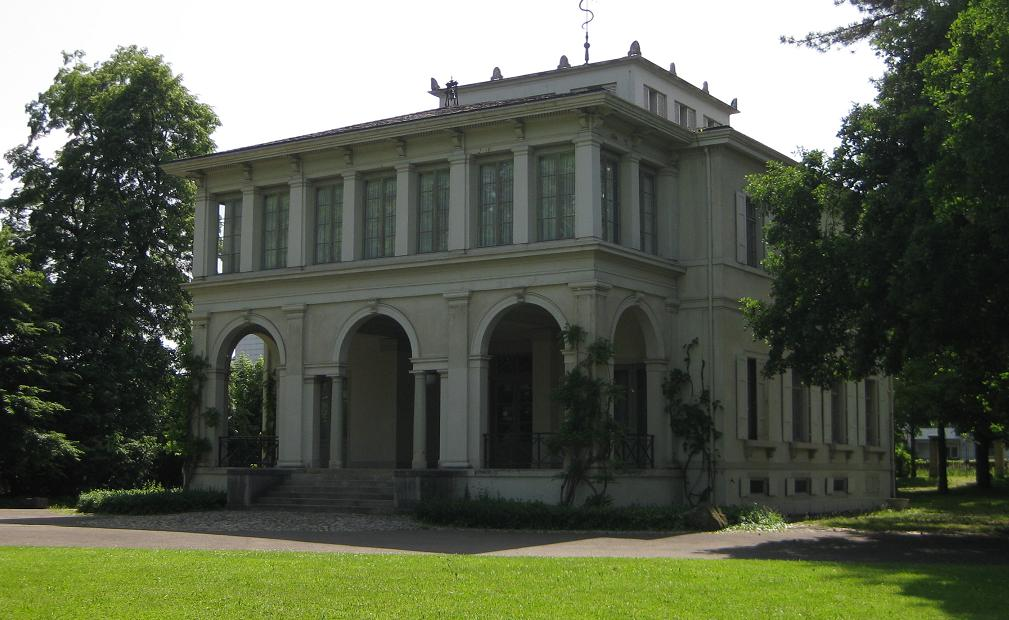
Villa Ehinger, Gymnasium Münchenstein

### Nordwestschweiz

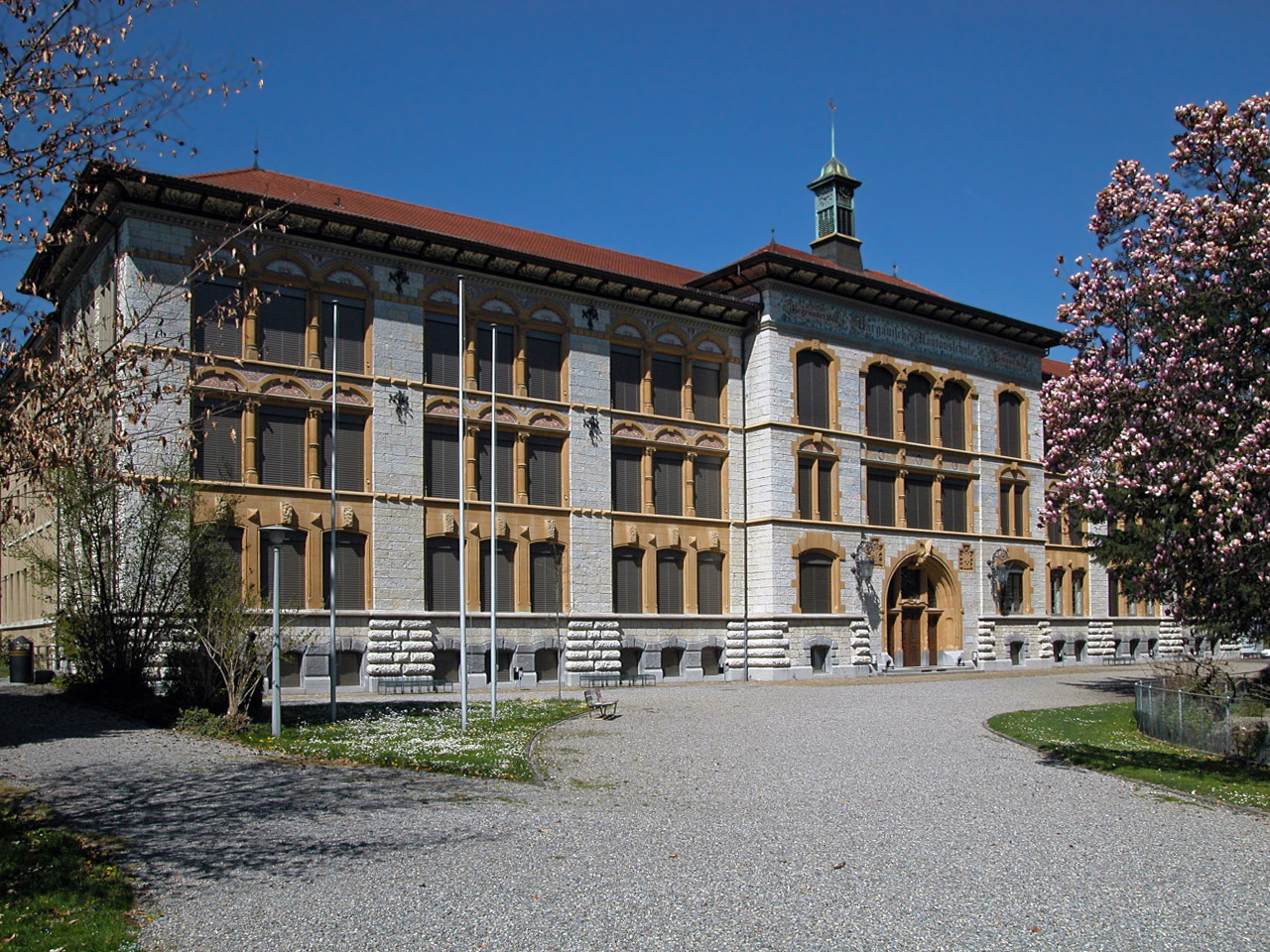
Alte Kantonsschule Aarau

- Basel-Stadt: Liste der Gymnasien des Kantons Basel-Stadt
- Basel-Landschaft: Gymnasium Liestal, Gymnasium Münchenstein, Gymnasium Muttenz, Gymnasium Oberwil, Gymnasium Laufental-Thierstein
- Solothurn: Kantonsschule Solothurn, Kantonsschule Olten
- Aargau: Liste der Kantonsschulen des Kantons Aargau

### Zürich
- Liste der Kantonsschulen des Kantons Zürich

### Zentralschweiz

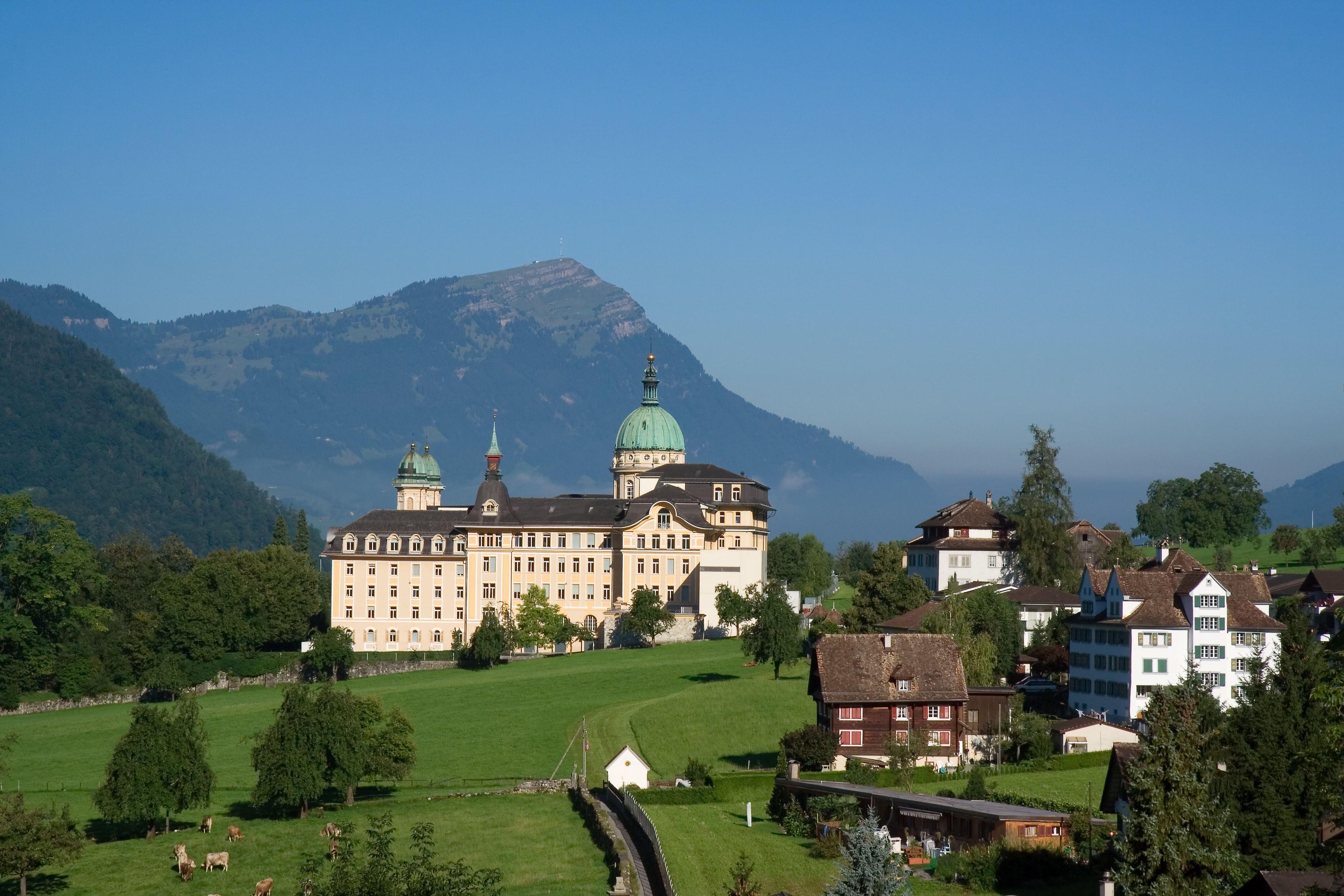
Kantonsschule Kollegium Schwyz

- Luzern: Liste der Kantonsschulen des Kantons Luzern
- Obwalden: Kantonsschule Obwalden, Sportmittelschule Engelberg, Stiftsschule Engelberg
- Nidwalden: Kollegium St. Fidelis
- Schwyz: Liste der Kantonsschulen des Kantons Schwyz
- Uri: Kantonale Mittelschule Uri
- Zug: Institut Montana, Kantonsschule Menzingen KSM, Kantonsschule Zug

### Tessin(Ticino)
Liceo cantonale di Bellinzona, Liceo cantonale di Locarno, Liceo cantonale di Lugano 1, Liceo cantonale di Lugano 2, Liceo cantonale di Mendrisio

### Ostschweiz

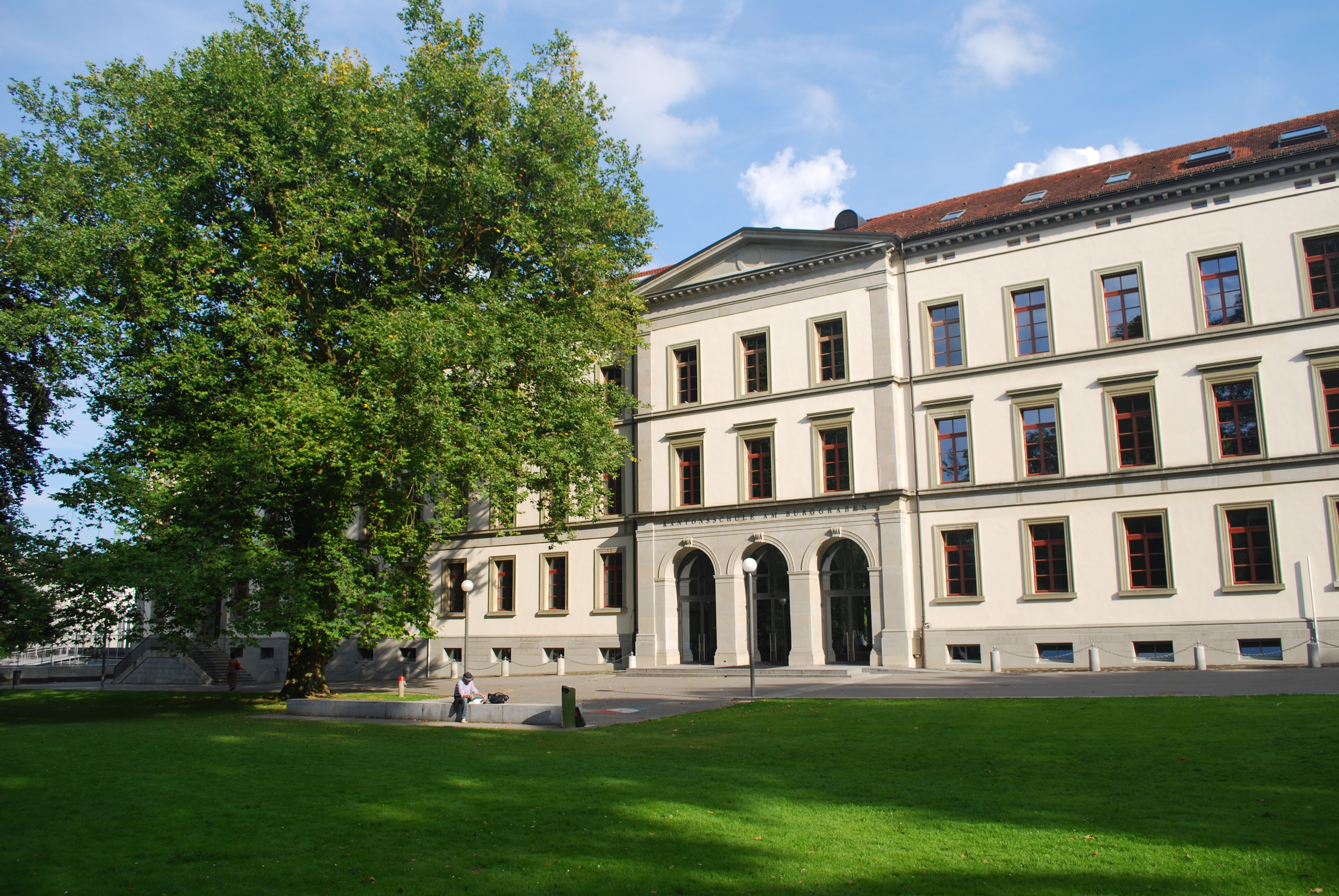
Kantonsschule am Burggraben St. Gallen

- St. Gallen: Liste der Kantonsschulen des Kantons St. Gallen
- Thurgau: Liste der Kantonsschulen des Kantons Thurgau
- Schaffhausen: Kantonsschule Schaffhausen
- Glarus: Kantonsschule Glarus
- Graubünden: Academia Engiadina, Bündner Kantonsschule, Evangelische Mittelschule Schiers, Gymnasium & Internat Kloster Disentis, Hochalpines Institut Ftan, Lyceum Alpinum Zuoz, Schweizerische Alpine Mittelschule Davos, Sport-Gymnasium Davos
- Appenzell Innerrhoden: Gymnasium St. Antonius
- Appenzell Ausserrhoden: Kantonsschule Trogen

### Liechtenstein
- Liechtensteinisches Gymnasium

### Schweizer Schulen im Ausland
- Colegio Helvetia de Bogotá
- Escola Suiço-Brasileira de São Paulo
- Escuela Suiza de Barcelona
- RIS Swiss Section – Deutschsprachige Schule Bangkok
- Schweizerschule Madrid
- Schweizer Schule Mailand
- Schweizer Schule Rom